# District de David
Pour les articles homonymes, voir David.
Le district de David est l'une des divisions qui composent la province de Chiriqui, située dans la République du Panama. Elle se compose de douze cantons, a une superficie de 868,4 km2 et une population de 144 858 habitants (selon le recensement de 2010).

## Histoire
Il existe deux versions de l'origine possible du nom de cette ville. Armando Aizpurúa, de l'Académie panaméenne d'histoire, indique que le nom s'inspire de l'Espagnol David Honrado, originaire d'Estrémadure, en Espagne, qui, pour éviter la peine de prison à laquelle il avait été condamné pour une cause mineure, s'embarqua pour le Nouveau Monde en atteignant Santiago de Alanje, où il se livra au commerce par troc, échangeant des marchandises contre du poisson, du gibier et de l'or.
Plus tard, M. Honrado s'est installé dans une plaine fertile située près d'un affluent de la río « Madre Vieja », qui s'appelait Chiriquita. C'est là que résidaient les habitants d'Alanje, qui ont accueilli avec sympathie le marchand populaire, au point d'appeler le hameau : la ville de David. Des années plus tard, précise Aizpurúa, précisément le 19 mars 1602, lors d'une cérémonie officielle et sous les ordres de López de Sequeira, la ville naissante reçoit le nom de San José de David.
L'hypothèse la plus fiable est liée à l'origine hébraïque du gouverneur Lopez de Sequeira, qui a peut-être été motivé pour désigner la nouvelle ville avec le nom du célèbre roi juif, et ce pas en mars 1602, puisqu'au début de cette année Sequeira venait juste de prendre possession de sa position et le travail de fondation a dû être exécuté au milieu de l'année mentionnée par son lieutenant Francisco de Gama.
En 1732, les Indiens Mosquito du Nicaragua, caractérisés par leur agressivité et leur férocité, se sont rués sur le petit village de David, pillant ses richesses et assassinant impitoyablement le seul missionnaire franciscain résidant dans le village, arrachant la peau de son crâne, enfonçant son scalp sur une lance et le brûlant ensuite.
Après sa fondation, David est rapidement devenu un centre d'importance politique et économique, notamment parce qu'il a été construit dans le but de trouver une place stratégique et intermédiaire entre les villes de Remedios et Alanje.
La ville de David, tout au long de son histoire, a été le théâtre de plusieurs conflits armés. En 1868, le colonel Nepomuceno Herrera, aspirant à la présidence de l'État, s'y soulève et dans le cadre de la guerre des Mille Jours, la ville est prise le 3 avril 1900 par les troupes libérales.
Avec l'avènement de la République, une nouvelle ère commence pour le développement de la vie sociale, politique et économique de David : la construction du chemin de fer Chiriquí (1914-1916), qui permet la communication entre David, Pedregal, La Concepción, Boquete, Potrerillos et Puerto Armuelles ; le service d'éclairage électrique fourni initialement par la société Halphen (1920) et plus tard par la société Bros. González Revilla (1927) par Empresas Eléctricas de Chiriquí ; la route nationale ou centrale inaugurée en 1931 et la route interaméricaine, achevée en 1967.

## Division politico-administrative
Elle est constituée de douze cantons :
- David (capital)
- David Este
- David Sur
- Bijagual
- Chiriquí
- Cochea
- Guacá
- Las Lomas
- Pedregal
- San Carlos
- San Pablo Nuevo
- San Pablo Viejo

## Géographie
Il s'agit d'un district de deuxième ordre de division administrative (classe A - région administrative) situé dans la province de Chiriqui, Panama (Amérique du Nord) avec un code de région de Américas/Western Europe. Il est situé à une altitude de 8 mètres. Ses coordonnées sont 8°24'0" N et 82°24'0" W en format DMS (degrés, minutes, secondes) ou 8,4 et -82,4 (en degrés décimaux). Sa position UTM est LK42 et sa référence graphique d'opération conjointe est NC17-14.
La division administrative de deuxième ordre est une subdivision de la division administrative de premier ordre.

## Crédit d'auteurs
- (es) Cet article est partiellement ou en totalité issu de l’article de Wikipédia en espagnol intitulé « Distrito de David » (voir la liste des auteurs).